# دهستان ده‌پیر جنوبی
ده پیر، دهستانی است از توابع بخش مرکزی شهرستان خرم‌آباد در استان لرستان ایران این دهستان در شرق خرم‌آباد و بر سر راه بیران شهر قرار دارد

## مردم
ساکنان آن عمدتاً از ایل بیرانوند سکوند و بالاگریوه باجولوند هستند و به و زبان لری تکلم می‌کنند.

## جمعیت
بر اساس سرشماری سال ۱۳۸۵ جمعیت آن ۷٬۴۷۹ نفر (۱٬۶۹۶ خانوار) بوده است.